# Bajas en la Primera Guerra Mundial

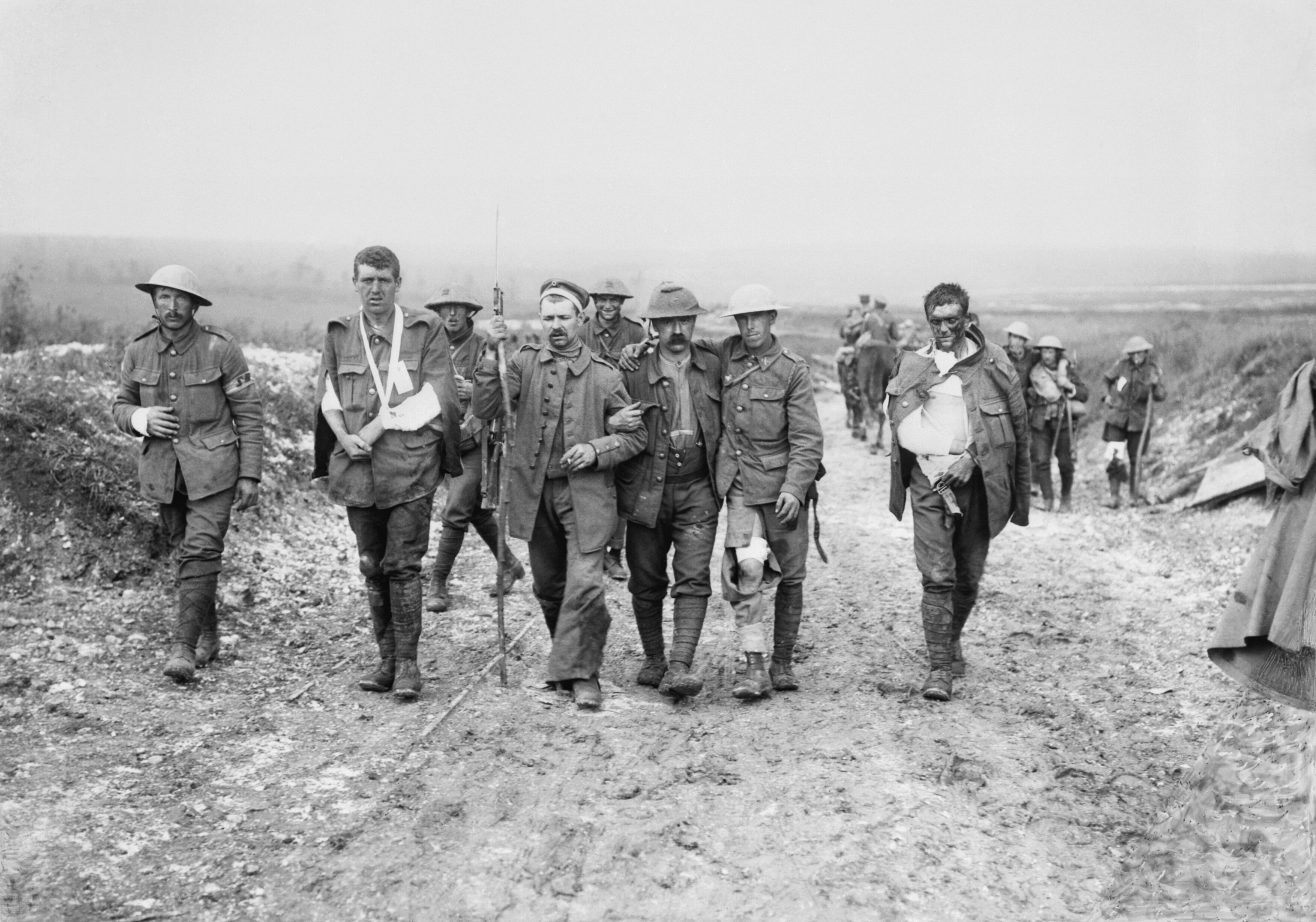
Heridos británicos y alemanes, Bernafay Wood, 19 de julio de 1916. Fotografía de Ernest Brooks.

El número total de bajas civiles y militares en la Primera Guerra Mundial fue de unos 40 millones: las estimaciones oscilan entre unos 15 y 24 millones de muertos y unos 23 millones de militares heridos, lo que la sitúa entre los conflictos más mortíferos de la historia de la humanidad.
El número total de muertos incluye de 9 a 11 millones de militares. La cifra de civiles muertos fue de entre 6 y 13 millones. La Triple Entente (también conocida como los Aliados) perdió unos 6 millones de militares, mientras que las Potencias Centrales perdieron unos 4 millones. Al menos 2 millones murieron de enfermedades y 6 millones desaparecieron, dados por muertos. Este artículo enumera las bajas de las potencias beligerantes basándose en fuentes oficiales publicadas.
Alrededor de dos tercios de las muertes militares en la Primera Guerra Mundial se produjeron en combate, a diferencia de los conflictos que tuvieron lugar en el siglo XIX, cuando la mayoría de las muertes se debieron a enfermedades. No obstante, las enfermedades, incluida la pandemia de gripe de 1918 y las muertes de prisioneros de guerra, siguieron causando alrededor de un tercio del total de muertes militares de todos los beligerantes.

## Clasificación de las estadísticas de siniestros

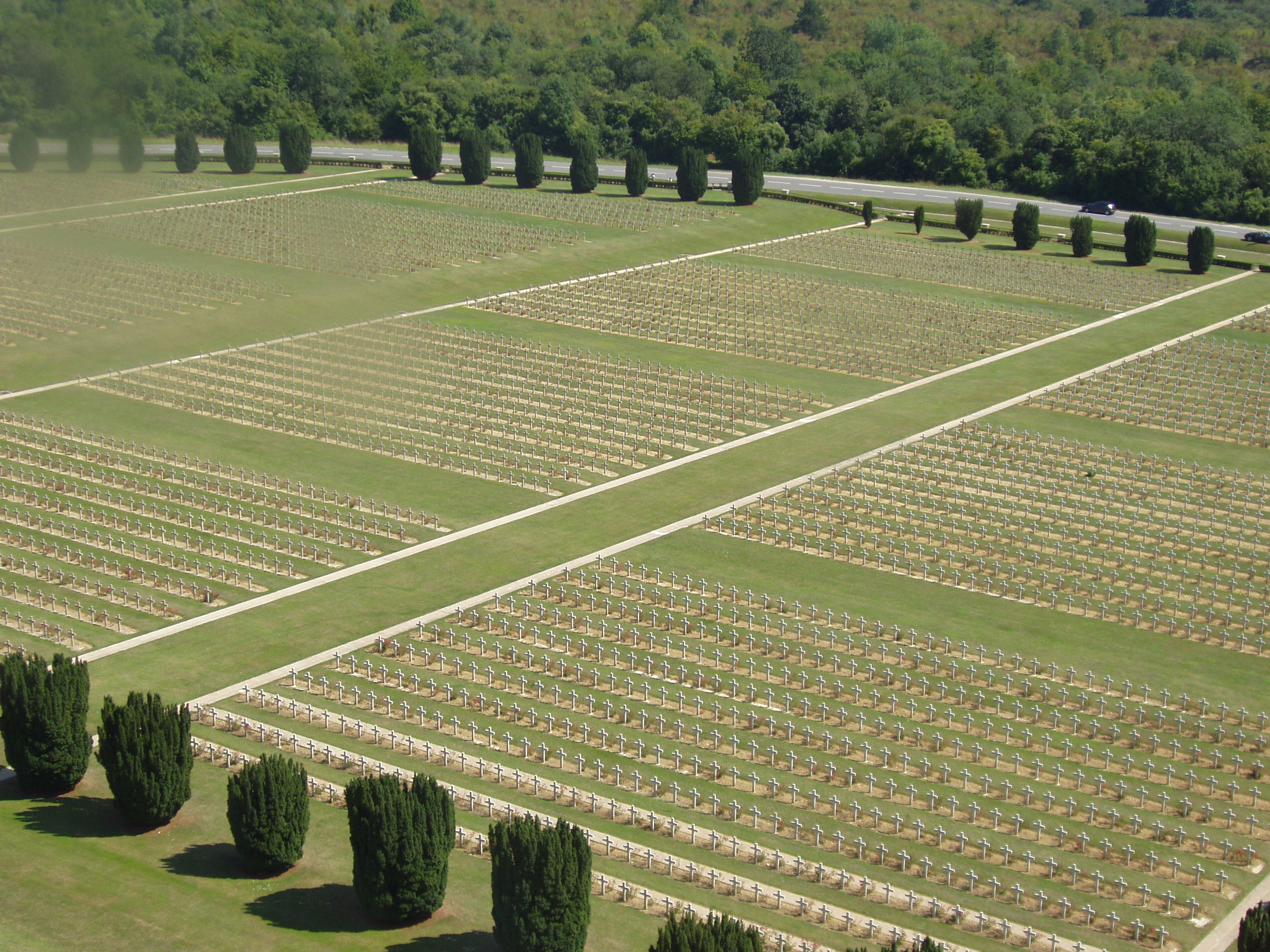
Cementerio del ejército francés de Douaumont visto desde el osario de Douaumont, que contiene restos de soldados franceses y alemanes muertos durante la batalla de Verdún en 1916.

Las estadísticas de bajas de la Primera Guerra Mundial varían en gran medida; las estimaciones del total de muertes oscilan entre 9 y más de 15 millones. Las bajas militares registradas en fuentes oficiales enumeran las muertes debidas a todas las causas, incluyendo un estimado de 7 a 8 millones de muertes relacionadas con el combate (muertos o muertos por heridas) y otros dos o tres millones de muertes militares causadas por accidentes, enfermedades y muertes mientras eran prisioneros de guerra. Estados Unidos y Gran Bretaña publicaron informes oficiales con estadísticas de bajas. Estas fuentes secundarias publicadas durante la década de 1920, son la fuente de las estadísticas en las obras de referencia que enumeran las bajas en la Primera Guerra Mundial. Este artículo resume las estadísticas de bajas publicadas en los informes oficiales de los gobiernos de Estados Unidos y Gran Bretaña, así como de Francia, Italia, Bélgica, Alemania, Austria y Rusia. Más recientemente, las investigaciones de la Comisión de Tumbas de Guerra de la Commonwealth ("Commonwealth War Graves Commission", CWGC) han revisado las estadísticas de bajas militares del Reino Unido y sus aliados; incluyen en su listado de bajas militares de guerra a personal fuera de los teatros de combate y a civiles reclutados en África, Oriente Medio y China que prestaron apoyo logístico y de servicio en los teatros de combate. Las bajas de este personal de apoyo reclutado fuera de Europa no se incluían anteriormente entre los muertos de guerra británicos, sin embargo, las bajas del Cuerpo de Trabajo reclutado en las islas británicas se incluyeron en las listas de muertos de guerra británicos publicadas en 1921. La metodología empleada por cada nación para registrar y clasificar las bajas no era uniforme, una advertencia general respecto a las cifras de bajas es que no pueden considerarse comparables en todos los casos. Las muertes de civiles en la Primera Guerra Mundial son "peligrosas de estimar" según Micheal Clodfelter, quien sostiene que "la cifra generalmente aceptada de muertes de no combatientes es de 6,5 millones."

## Bajas en las fronteras de 1914–1918
| Nación                                                | Población (millones)                                  | Muertos en combate y desaparecidos en combate (incluidos en el total de muertes de soldados) | Total de militares muertos (por todas las causas)     | Muertes de civiles (acciones militares y crímenes contra la humanidad) | Aumento de las muertes de civiles (malnutrición y enfermedades, excluida la pandemia de gripe) | Total de muertes                                      | Muertes como % de la población                        | Heridos militares                                     |
| Aliados y cobeligerantes de la Primera Guerra Mundial | Aliados y cobeligerantes de la Primera Guerra Mundial | Aliados y cobeligerantes de la Primera Guerra Mundial                                        | Aliados y cobeligerantes de la Primera Guerra Mundial | Aliados y cobeligerantes de la Primera Guerra Mundial                  | Aliados y cobeligerantes de la Primera Guerra Mundial                                          | Aliados y cobeligerantes de la Primera Guerra Mundial | Aliados y cobeligerantes de la Primera Guerra Mundial | Aliados y cobeligerantes de la Primera Guerra Mundial |
| ----------------------------------------------------- | ----------------------------------------------------- | -------------------------------------------------------------------------------------------- | ----------------------------------------------------- | ---------------------------------------------------------------------- | ---------------------------------------------------------------------------------------------- | ----------------------------------------------------- | ----------------------------------------------------- | ----------------------------------------------------- |
| Australia                                             | 5,0                                                   | 61.527                                                                                       | 59.330 a 62.149                                       |                                                                        |                                                                                                | 59.330 a 62.149                                       | 1.2% a 1.2%                                           | 152.171                                               |
| Canadá                                                | 7,2                                                   | 56.638                                                                                       | 56.639 a 64.996                                       | 1.963                                                                  |                                                                                                | 58.639 a 66.996                                       | 0.8% a 0.9%                                           | 149.732                                               |
| India                                                 | 315,1                                                 | 64.449                                                                                       | 64.449 a 73.905                                       |                                                                        |                                                                                                | 64.449 a 73.905                                       | 0.8% a 0%                                             | 69.214                                                |
| Nueva Zelanda                                         | 1,1                                                   | 18.166                                                                                       | 16.711 a 18.060                                       |                                                                        |                                                                                                | 16.711 a 18.060                                       | 1.5% a 1.6%                                           | 41.317                                                |
| Terranova                                             | 0,2                                                   | 1.204                                                                                        | 1.204 a 1.570 (incluido con Reino Unido)              |                                                                        |                                                                                                | 1.204 a 1.570                                         | 0,6% a 0,8%                                           | 2.314                                                 |
| Sudáfrica                                             | 6,0                                                   | 7.121                                                                                        | 7.121 a 9.726                                         |                                                                        |                                                                                                | 7.121 a 9.726                                         | 0,1% a 0,2%                                           | 12.029                                                |
| Reino Unido (y colonias)                              | 45,4                                                  | 744.000                                                                                      | 887.858                                               | 16.829                                                                 | 107.000                                                                                        | 867,829 a 1,011,687                                   | 1,9% a 2,2%                                           | 1.675.000                                             |
| Subtotal del Imperio Británico                        | 380,0                                                 | 953.104                                                                                      | 949.454 a 1.118.264                                   | 18.829                                                                 | 107.000                                                                                        | 1.077.283 a 1.244.093                                 | 0,3% a 0,3%                                           | 2.101.077                                             |
| África Oriental                                       |                                                       |                                                                                              |                                                       | Ver notas al pie de página                                             |                                                                                                |                                                       |                                                       |                                                       |
| Bélgica                                               | 7,4                                                   | 38.170                                                                                       | 38.170 a 58.637                                       | 23.700                                                                 | 62,000                                                                                         | 123,870 a 144,337                                     | 1,7% a 2%                                             | 44.686                                                |
| Francia                                               | 39,6                                                  | 1.150.000                                                                                    | 1.357.000 a 1.397.800                                 | 40.000                                                                 | 300.000                                                                                        | 1.697.000 a 1.737.800                                 | 4,3% a 4,4%                                           | 4.226.000                                             |
| Grecia                                                | 4,8                                                   | 5.000                                                                                        | 5.000 a 26.000                                        |                                                                        | 150.000                                                                                        | 155.000 a 176.000                                     | 3% a 3,7%                                             | 21.000                                                |
| Italia                                                | 35,6                                                  | 460.000                                                                                      | 460.000 a 709.000                                     | 3.400                                                                  | 589.000                                                                                        | 1.052.400 a 1.301.400                                 | 3% a 3,7%                                             | 947.000a 1.050.00                                     |
| Japón                                                 | 53,6                                                  | 300                                                                                          | 300 a 4.661                                           |                                                                        |                                                                                                | 300 a 4.661                                           | 0% a 0%                                               | 907                                                   |
| Montenegro                                            | 0,5                                                   | 3.000                                                                                        | 3.000 a 13.325                                        |                                                                        |                                                                                                | 3.000 a 13.325                                        | 0,6% a 2,7%                                           | 10.000                                                |
| Portugal                                              | 6,0                                                   | 7,222                                                                                        | 7,222                                                 | 13                                                                     | 82.000                                                                                         | 89.235                                                | 1,5%                                                  | 13.751                                                |
| Rumania                                               | 7,5                                                   | 335.706                                                                                      | 250.000 a 335.706                                     | 130.000                                                                | 200.000                                                                                        | 580.000 a 665.706                                     | 7,7% a 8,9%                                           | 120.000                                               |
| Rusia                                                 | 175,1                                                 | 775.369 to 1.700.000                                                                         | 1.700.000a 2.254.369                                  | 410.000                                                                | 730.000                                                                                        | 2.840.000 a 3.394.369                                 | 1,6% a 1,9%                                           | 3.749.000a 4.950.000                                  |
| Serbia                                                | 4,5                                                   | 127.500                                                                                      | 300.000 a 450.000                                     |                                                                        | 450.000 a 800.000                                                                              | 750.000 a 1.250.000                                   | 16,7% a 17,8%                                         | 133.148                                               |
| Estados Unidos                                        | 92,0                                                  | 53.402                                                                                       | 116.708                                               | 757                                                                    |                                                                                                | 117.466                                               | 0.1%                                                  | 204.002                                               |
| Total de las Potencias Aliadas                        | 806,6                                                 | 4.833.404                                                                                    | 5.186.854 a 6.433.692                                 | 626.699                                                                | 3.420.000 a 3.770.000                                                                          | 9.235.553 a 10.080.391                                | 1,1% a 1,2%                                           | 11.611.271 a 12.812.271                               |
| Potencias Centrales                                   |                                                       |                                                                                              |                                                       |                                                                        |                                                                                                |                                                       |                                                       |                                                       |
| Austria-Hungría                                       | 51,4                                                  | 1.016.200                                                                                    | 1.200.000 a 1.494.200                                 | 120.000                                                                | 467.000                                                                                        | 1.787.000 a 2.081.200                                 | 3,5% a 4%                                             | 3.620.000                                             |
| Bulgaria                                              | 4,5                                                   | 87.500                                                                                       | 87.500                                                |                                                                        | 100.000                                                                                        | 187.500                                               | 3,4%                                                  | 152.390                                               |
| Alemania                                              | 64,9                                                  | 1.800.000                                                                                    | 2.037.000                                             | 720                                                                    | 424.000 a 763.000                                                                              | 2.198.420 a 2.800.000                                 | 3,4% a 4,3%                                           | 4.215.662                                             |
| Imperio Otomano                                       | 21,3                                                  | 305.085                                                                                      | 325.00 a 771.844                                      | 1.500.00                                                               | 1.000.000                                                                                      | 2.825.000 a 3.271.844                                 | 13,3% a 15,4%                                         | 400.000 a 763.753                                     |
| Total de Potencial Centrales                          | 142,1                                                 | 3.208.785                                                                                    | 3.386.200 a 4.390.544                                 | 1.602.720                                                              | 1.991.000 a 2.330.000                                                                          | 6.997.920 a 8.341.264                                 | 4,9% a 5,9%                                           | 8.388.052 a 8.751.805                                 |
| Naciones neutrales                                    |                                                       |                                                                                              |                                                       |                                                                        |                                                                                                |                                                       |                                                       |                                                       |
| Dinamarca                                             | 2,8                                                   | Véase la nota a pie de página sobre: Daneses en el ejército alemán                           |                                                       |                                                                        | 700                                                                                            | 700                                                   | 0%                                                    | —                                                     |
| Luxemburgo                                            | 0,3                                                   |                                                                                              | 2.800                                                 |                                                                        |                                                                                                |                                                       | Ver nota al pie de página                             |                                                       |
| Noruega                                               | 2,4                                                   |                                                                                              |                                                       |                                                                        | 1.180                                                                                          | 1.180                                                 | 0,1%                                                  | —                                                     |
| Persia                                                | 10,5                                                  |                                                                                              |                                                       |                                                                        | 2.000.000                                                                                      | 2.000.000                                             | 19%                                                   | —                                                     |
| Suecia                                                | 5,6                                                   |                                                                                              |                                                       |                                                                        | 800                                                                                            | 800                                                   | 0%                                                    | —                                                     |
| Albania                                               | 0,8                                                   |                                                                                              |                                                       |                                                                        |                                                                                                | 70.000                                                | 8,75%                                                 | —                                                     |
|                                                       |                                                       |                                                                                              |                                                       |                                                                        |                                                                                                |                                                       |                                                       | —                                                     |
| Gran total                                            | 959,7                                                 | 8.042.189                                                                                    | 8.573.054 a 10.824.236                                | 2.250.099                                                              | 5.411.000 a 8.100.000                                                                          | 15.000.000 a 22.000.000                               | 1,7% a 2,3%                                           | 22.101.100 a 23.665.873                               |

La fuente de los datos de población es: Haythornthwaite, Philip J., The World War One Source Book pp. 382-383.

## Bajas por fronteras de posguerra (1924)

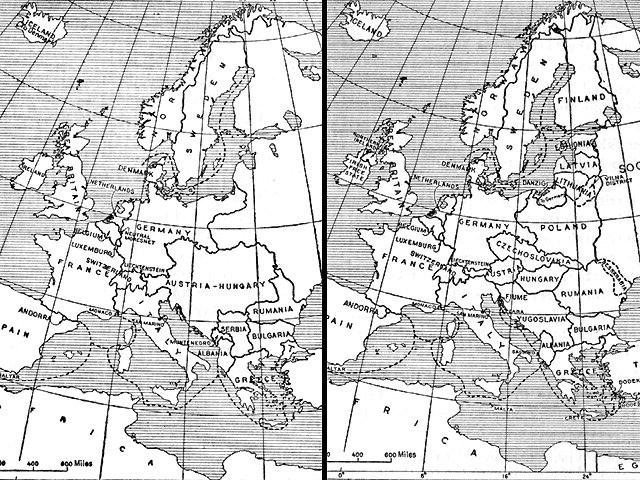
Europa 1914 y 1924

En la guerra participaron imperios multiétnicos como Gran Bretaña, Francia, Alemania, Rusia, Austria-Hungría y Turquía. Muchos grupos étnicos de estos territorios fueron reclutados para el servicio militar. Las bajas por fronteras modernas también se incluyen en la tabla anterior de cifras de los países que existían en 1914. Las cifras de bajas por fronteras de la posguerra de 1924 son estimaciones aproximadas del historiador ruso Vadim Erlikman en un manual de 2004 sobre las pérdidas humanas en el siglo XX; las fuentes de sus cifras se publicaron en la época soviética y en la Rusia postsoviética. Según la Enciclopedia Online 1914–1918 "Además de las pérdidas sufridas por el personal militar africano y los trabajadores que apoyaban sus operaciones, un número muy grande, pero desconocido, de civiles africanos pereció durante la guerra". Hicieron una estimación de las pérdidas civiles en África de 750.000 basándose en el estudio de Vadim Erlikman. Señalaron que las cifras de Erlikman se basan en el trabajo del demógrafo ruso Boris Urlanis, señalaron que estas estimaciones eran "imprecisas" y "podrían utilizarse para proporcionar un marco de referencia para investigaciones posteriores". La Oxford History of World War One señala que "En África oriental y central, la dureza de la guerra provocó una aguda escasez de alimentos con hambrunas en algunas zonas, un debilitamiento de las poblaciones y enfermedades epidémicas que mataron a cientos de miles de personas y también de ganado".
- Austria

Las siguientes estimaciones de muertes austriacas, dentro de las fronteras contemporáneas, fueron realizadas por un historiador ruso en un manual de 2004 sobre pérdidas humanas en el siglo XX. Total de muertos 175.000: incluyendo las pérdidas militares 120.000 con las fuerzas austrohúngaras y las muertes de prisioneros de guerra en cautividad de 30.000. Los muertos civiles a causa del hambre y las enfermedades fueron 25.000.
- Bielorrusia

Las siguientes estimaciones de muertos bielorrusos, dentro de las fronteras contemporáneas, fueron realizadas por un historiador ruso en un manual de 2004 sobre pérdidas humanas en el siglo XX. Total de muertos 130.000: incluidas las pérdidas militares 70.000 con las fuerzas rusas. Los muertos civiles fueron 60.000.
- Ucrania

Las siguientes estimaciones de muertes ucranianas, dentro de las fronteras contemporáneas, fueron realizadas por un historiador ruso en un manual de 2004 sobre pérdidas humanas en el siglo XX. Total de muertos 590.000: incluidas las pérdidas militares 450.000,(Erlikman no desglosó las pérdidas militares entre las fuerzas armadas austrohúngaras y rusas). Los muertos civiles fueron 140.000.
- República Democrática del Congo

El Congo Belga formaba parte del Reino de Bélgica durante la guerra. El historiador ruso Vadim Erlikman, en un manual de 2004 sobre las pérdidas humanas en el siglo XX basado en fuentes publicadas en la Unión Soviética y Rusia, estimó un total de 155.000 muertos en el Congo Belga durante la guerra.
- Checoslovaquia

Checoslovaquia formaba parte de Austro-Hungría durante la guerra. Las estimaciones de las muertes checoslovacas dentro de las fronteras de 1991 fueron realizadas por un historiador ruso en un manual de 2004 sobre las pérdidas humanas en el siglo XX. Total de muertos 185.000: incluidas las pérdidas militares 110.000 con las fuerzas austrohúngaras y las muertes de prisioneros de guerra en cautiverio de 45.000. Los muertos civiles a causa del hambre y las enfermedades fueron 30.000. Las legiones checoslovacas lucharon con los ejércitos de los Aliados durante la guerra.
- Estonia

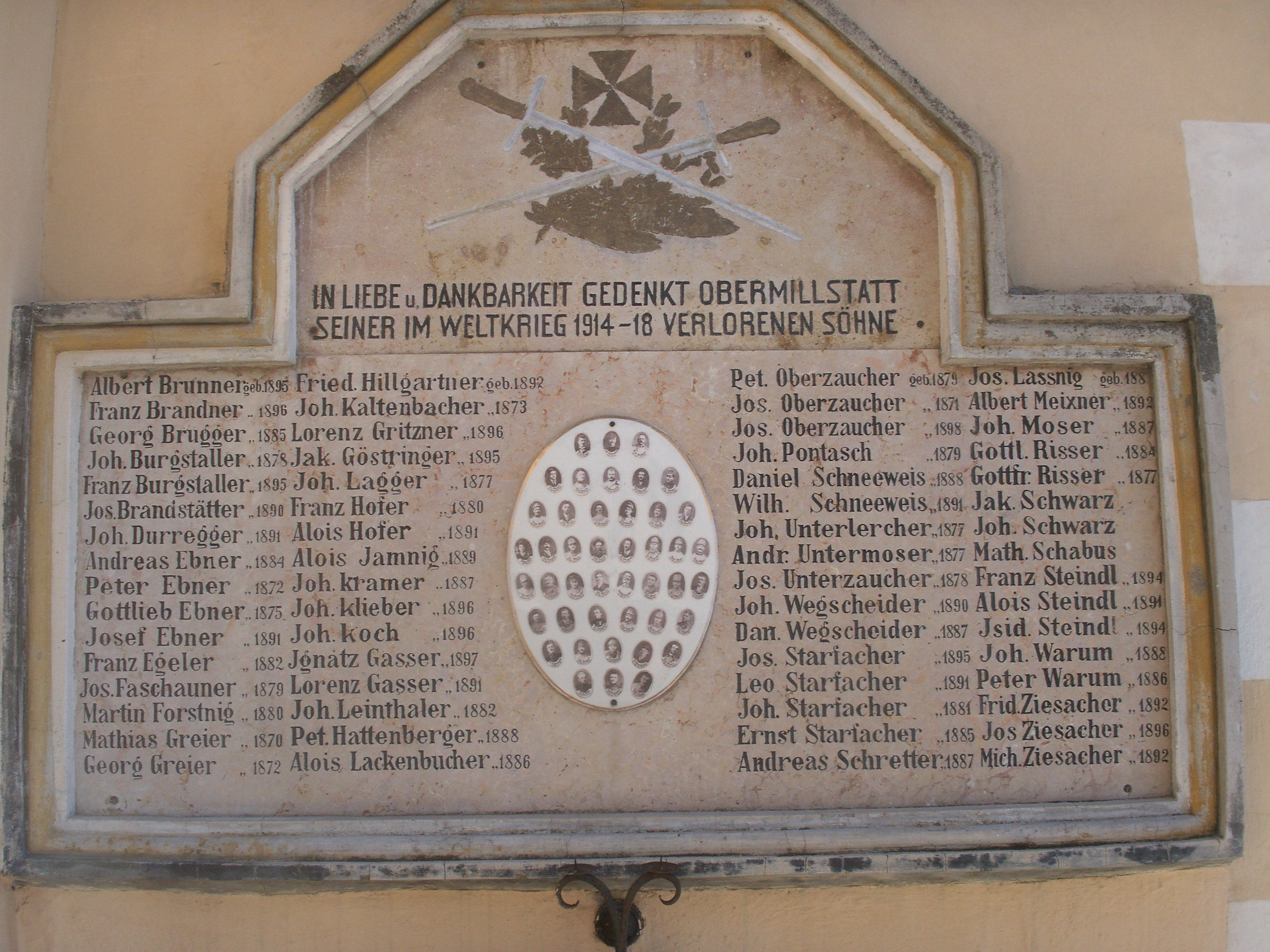
Monumento conmemorativo austriaco a los soldados del pueblo de Obermillstatt muertos en la Primera Guerra Mundial

Estonia formó parte del Imperio ruso durante la guerra y unos 100.000 estonios sirvieron en el ejército ruso. De ellos, unos 10.000 murieron.
- Finlandia

Desde 1809, Finlandia fue un Gran Ducado autónomo del Imperio Ruso hasta finales de 1917. El estatus autónomo de Finlandia significaba que los finlandeses estaban exentos del servicio militar obligatorio en el ejército ruso. Aproximadamente 800 finlandeses sirvieron voluntariamente durante la Primera Guerra Mundial. Según los datos relativos a las bajas de guerra finlandesas, 317 finlandeses murieron entre 1914 y 1917).
- Colonias francesas

Las siguientes estimaciones de muertes, dentro de las fronteras contemporáneas, durante la Primera Guerra Mundial fueron realizadas por el historiador ruso Vadim Erlikman en un manual de 2004 sobre las pérdidas humanas en el siglo XX. Las estimaciones de Erlikman se basan en fuentes publicadas en la Unión Soviética y Rusia. Estas cifras sólo incluyen las muertes militares, el total de muertes civiles en África podría ascender hasta 750.000.
 Argelia (1914 conocida como Argelia francesa): 26.000
 Vietnam (1914 conocido como Indochina francesa): 12,000
 Mali (1914 parte del África Occidental Francesa): 10,000
 Marruecos (1914 conocido como Protectorado francés de Marruecos): 8,000
 Senegal (1914 parte del África Occidental francesa): 6,000
 Guinea (1914 parte del África Occidental francesa): 2,500
 Madagascar: 2.500 militares
 Benín (1914 parte del África Occidental Francesa): 2,000
 Burkina Faso (1914 parte del África Occidental Francesa): 2,000
 República del Congo (1914 parte del África Ecuatorial Francesa): 2,000
 Costa de Marfil (1914 parte del África Occidental Francesa): 2,000
 Túnez (1914 conocido como Túnez francés): 2.000
 Chad (1914 parte del África Ecuatorial Francesa): 1,500
 República Centroafricana (1914 conocida como Oubangui-Chari francesa): 1,000
 Níger (1914 parte del África Occidental Francesa): 1,000
 Gabón (1914 parte del África Ecuatorial Francesa): 500
 India (establecimientos franceses en la India): 195
Total: 82.000
- Georgia

Las siguientes estimaciones de muertes georgianas, dentro de las fronteras contemporáneas, fueron realizadas por un historiador ruso en un manual de 2004 sobre pérdidas humanas en el siglo XX. Georgia formaba parte del Imperio ruso durante la guerra y unos 150.000 georgianos sirvieron en el ejército ruso. De ellos, unos 10.000 murieron.
- Colonias alemanas

Las siguientes estimaciones de muertes, dentro de las fronteras contemporáneas, durante la Primera Guerra Mundial fueron realizadas por el historiador ruso Vadim Erlikman en un manual de 2004 sobre las pérdidas humanas en el siglo XX. Las estimaciones de Erlikman se basan en fuentes publicadas en la Unión Soviética y Rusia. Estas cifras sólo incluyen las muertes militares, el total de muertes civiles en África podría ascender hasta 750.000.

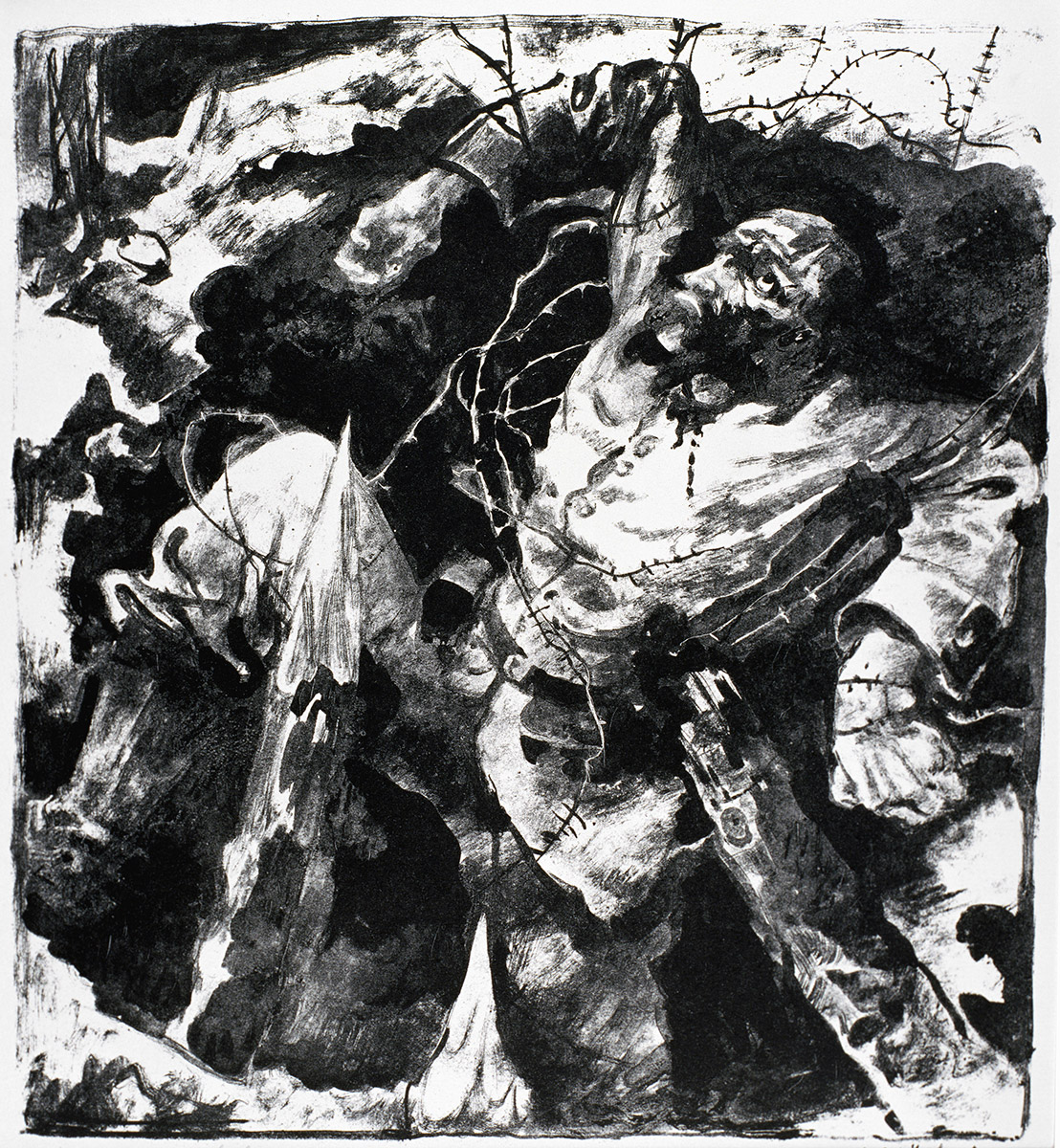
Soldado moribundo en una trinchera (1915) de Willy Jaeckel

 Tanzania (1914 parte del África Oriental Alemana): 20.000
 Namibia (1914 parte del África Sudoccidental Alemana): 1,000
 Camerún (1914 conocido como Kamerun): 5.000 militares y 50.000 civiles
 Togo (1914 conocido como Togolandia alemana): 2,000
 Ruanda (1914 parte del África Oriental alemana): 15,000
Total: 48.000
- Hungría

Las siguientes estimaciones de muertos húngaros, dentro de las fronteras contemporáneas, durante la Primera Guerra Mundial fueron realizadas por un historiador ruso en un manual de 2004 sobre pérdidas humanas en el siglo XX. Total de muertos 385.000: incluyendo las pérdidas militares 270.000 con las fuerzas austro-húngaras y las muertes de prisioneros de guerra en cautiverio de 70.000. Los muertos civiles a causa del hambre y las enfermedades fueron 45.000.
- Irlanda

Irlanda formó parte del Reino Unido durante la Primera Guerra Mundial. Cinco sextos de la isla la abandonaron para formar el Estado Libre Irlandés, actual República de Irlanda, en 1922. Un total de 206.000 irlandeses sirvieron en las fuerzas británicas durante la guerra. El número de muertes de irlandeses en el ejército británico registrado por el registrador general fue de 27.405. Un número significativo de estas bajas procedían de lo que, en 1920, se convirtió en Irlanda del Norte. Mientras que 49.400 soldados murieron sirviendo en divisiones irlandesas (la 10ª, 16ª y 36ª), aunque no todos los hombres que servían en estas divisiones eran nativos de Irlanda y muchos irlandeses que murieron en regimientos no irlandeses no aparecen en la lista. Por ejemplo, el 29% de las bajas de la 16ª División no eran naturales de Irlanda. Tampoco incluye a los emigrantes irlandeses en Gran Bretaña que se alistaron allí y no se clasifican como irlandeses. Australia enumera a 4.731 de sus soldados de la Primera Guerra Mundial como nacidos en Irlanda y más de 19.000 soldados nacidos en Irlanda sirvieron en el Cuerpo Canadiense. Según las investigaciones realizadas por John Horne, del Trinity College de Dublín, hay al menos 30.986 soldados nacidos en Irlanda que murieron; sin embargo, se considera una estimación "conservadora" y es muy probable que aumente.
- Mozambique

Las pérdidas del Mozambique portugués fueron estimadas por el historiador ruso Vadim Erlikman en un manual de 2004 sobre pérdidas humanas en el siglo XX. Las estimaciones de Erlikman se basan en fuentes publicadas en la Unión Soviética y Rusia. 52.000
- Polonia

Polonia fue territorio de Alemania, Austria-Hungría y parcialmente anexionado por Rusia, desde 1795 hasta 1918. A finales de 1915, Alemania tenía el control total de la actual Polonia. Un estudio polaco de 2005 estimó que 3.376.800 polacos fueron reclutados en las fuerzas armadas de estos países durante la Primera Guerra Mundial, y otros 300.000 fueron reclutados para realizar trabajos forzados por los alemanes. Los rusos y austriacos reasentaron por la fuerza en Polonia entre 1,6 y 1,8 millones de personas procedentes de la zona de guerra. Según Micheal Clodfelter, los polacos muertos en la guerra fueron 1.080.000, mientras que 200.000 civiles polacos murieron en los combates del Frente Oriental; 870.000 hombres sirvieron en los ejércitos alemán, austriaco y ruso. Otra estimación realizada por un historiador ruso en un manual de 2004 sobre las pérdidas humanas en el siglo XX, cifraba el total de muertos polacos en la guerra en 640.000, incluyendo las pérdidas militares de 270.000 polacos reclutados, las pérdidas civiles de 120.000 debidas a las operaciones militares y las 250.000 causadas por el hambre y las enfermedades. El Ejército Azul de etnia polaca sirvió con el Ejército francés. Las Legiones de etnia polaca lucharon como parte del Ejército Austrohúngaro en el Frente Oriental.
- Rumania

El territorio de Transilvania formaba parte de Austria-Hungría durante la Primera Guerra Mundial. Las siguientes estimaciones de muertes rumanas, dentro de las fronteras contemporáneas, durante la Primera Guerra Mundial fueron realizadas por un historiador ruso en un manual de 2004 sobre pérdidas humanas en el siglo XX. Total de muertos: 748.000, incluyendo pérdidas militares de 220.000 con las fuerzas rumanas, 150.000 con las fuerzas austrohúngaras y muertes de prisioneros de guerra en cautiverio de 48.000. Los muertos civiles fueron los siguientes a causa del hambre y las enfermedades: 200.000, muertos en operaciones militares 120.000 y 10.000 muertos en las prisiones austriacas.
- Colonias británicas

Gran Bretaña reclutó mano de obra india, china, sudafricana nativa, egipcia y de otros países para proporcionar apoyo logístico en los teatros de combate. Las bajas británicas en África Oriental incluyen la muerte de 44.911 trabajadores reclutados. El CWGC informa de que casi 2.000 trabajadores del Chinese Labour Corps están enterrados con los muertos de guerra británicos en Francia.
Las siguientes estimaciones de muertes de militares coloniales del Imperio Británico, dentro de las fronteras contemporáneas, durante la Primera Guerra Mundial fueron realizadas por el historiador ruso Vadim Erlikman en un manual de 2004 sobre pérdidas humanas en el siglo XX. Las estimaciones de Erlikman se basan en fuentes publicadas en la Unión Soviética y Rusia.
 Ghana (1914 conocida como Costa de Oro): 1,200
 Kenia (1914 conocida como África Oriental Británica): 2,000
 Malaui (1914 conocido como Nyasalandia): 3,000
 Nigeria (1914 parte del África Occidental Británica): 5,000
 Sierra Leona (1914 parte del África Occidental Británica): 1,000
 Uganda (1914 conocido como el Protectorado de Uganda): 1,500
 Zambia (1914 conocida como Rodesia del Norte): 3.000
 Zimbabue (1914 conocida como Rodesia del Sur): 5.716 personas de origen europeo sirvieron en la guerra, de las cuales unas 700 murieron o fallecieron por heridas u otras causas. En las unidades explícitamente rhodesianas, 127 murieron, 24 murieron por heridas, 101 murieron por enfermedad u otras causas y 294 resultaron heridas. De los soldados africanos negros del territorio, 31 murieron en combate, 142 murieron por otras causas y 116 resultaron heridos.
Total: 18.000
- Reino de Yugoslavia

Las siguientes estimaciones corresponden a Yugoslavia dentro de las fronteras de 1991.
Eslovenia, Croacia, Bosnia y Voivodina (ahora parte de Serbia) formaban parte de Austria-Hungría durante la Primera Guerra Mundial. Serbia, que incluía Macedonia, y Montenegro eran una nación independiente. El historiador yugoslavo Vladimir Dedijer cifró las pérdidas totales de las tierras yugoslavas en 1,9 millones, de las cuales el 43% eran de Serbia. Las siguientes estimaciones de muertes yugoslavas, dentro de las fronteras de 1991, durante la Primera Guerra Mundial fueron realizadas por un historiador ruso en un manual de 2004 sobre pérdidas humanas en el siglo XX. Total de muertos: 996.000 incluyendo las pérdidas militares, 260.000 con las fuerzas serbias, 80.000 con las fuerzas austrohúngaras, 13.000 con las fuerzas montenegrinas y las muertes de prisioneros de guerra en cautiverio de 93.000. Los muertos civiles fueron los siguientes a causa del hambre y las enfermedades: 400.000, muertos en operaciones militares 120.000 y 30.000 muertos en prisiones austriacas o ejecutados.
- Nepal

Durante la Primera Guerra Mundial, el ejército nepalí se amplió y seis nuevos regimientos, con un total de más de 20.000 soldados —todos voluntarios— fueron enviados a la India, la mayoría de ellos a la Provincia de la Frontera del Noroeste, para liberar tropas británicas e indias para el servicio en ultramar. Al mismo tiempo, el gobierno nepalí acordó mantener el reclutamiento a un nivel que permitiera mantener las unidades de Gurkha británicas existentes y crear otras nuevas. Los batallones aumentaron a treinta y tres con la incorporación de 55.000 nuevos reclutas y las unidades Gurkha se pusieron a disposición del alto mando británico para servir en todos los frentes. Muchos voluntarios fueron destinados a unidades no de combate, como el Cuerpo de Portadores del Ejército y los batallones de mano de obra, pero también estuvieron en combate en Francia, Turquía, Palestina y Mesopotamia. Los primeros ministros Rana instaron a los varones nepaleses a luchar en la guerra. De los más de 200.000 nepaleses que sirvieron en el ejército británico, hubo unas 20.000 bajas de Gurkha incluidas anteriormente con el ejército indio británico.

## Fuentes

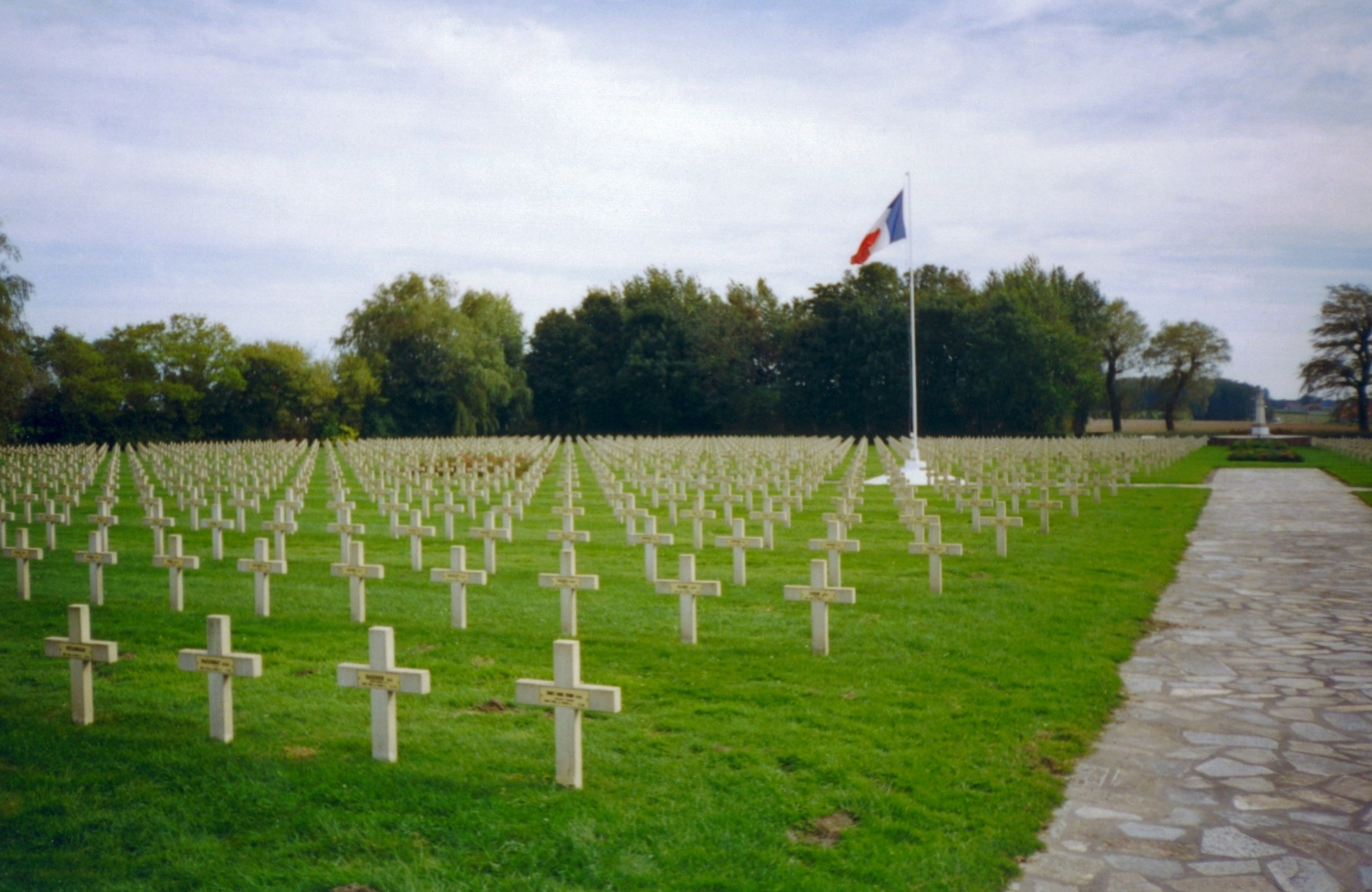
Tumbas de soldados franceses muertos en el saliente de Ypres, Necrópolis Nacional de Ypres, Ypres, Bélgica

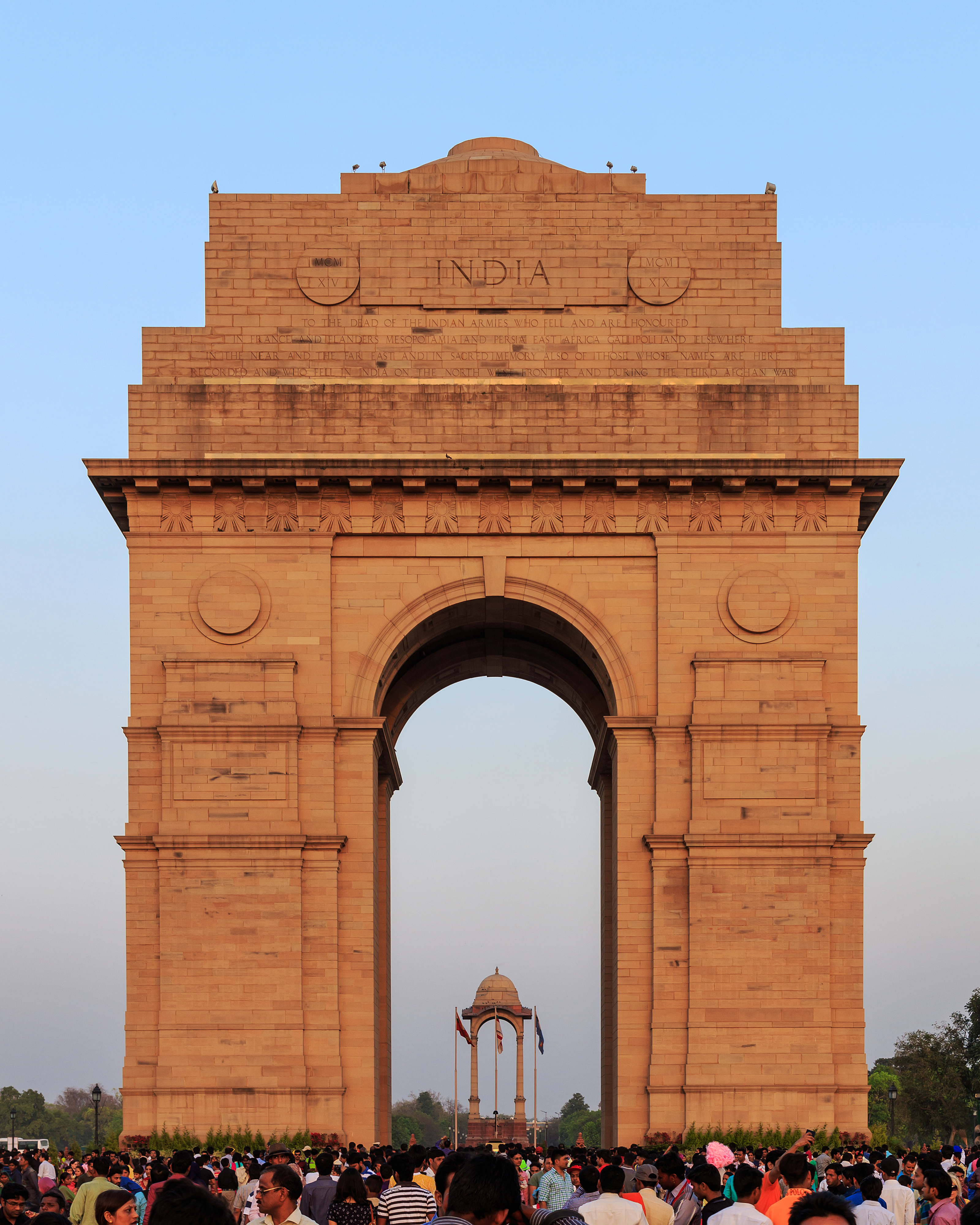
La Puerta de la India en Delhi conmemora a los soldados indios que murieron durante la Primera Guerra Mundial.